# Gonzalo Queipo de Llano

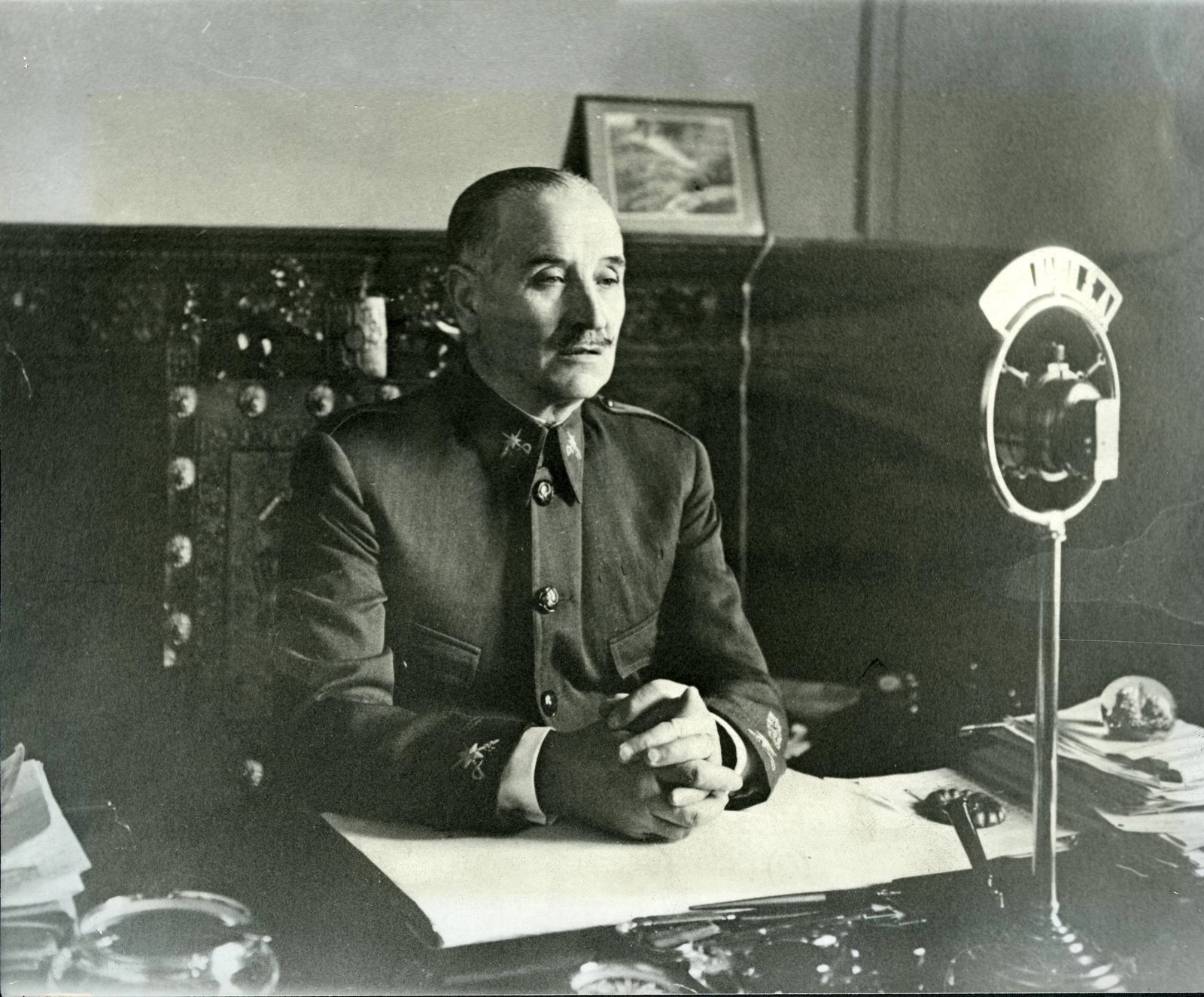
Gonzalo Quiepo de Llano

Gonzalo Queipo de Llano y Sierra (ur. 5 lutego 1875 w Tordesillas, zm. 9 marca 1951 w Sewilli) – hiszpański generał, uczestnik hiszpańskiej wojny domowej po stronie nacjonalistów.

## Życiorys
Jako chłopiec naukę rozpoczął w seminarium, by następnie wstąpić do Królewskiej Akademii Kawalerii w Valladolid jako kadet. Podczas wojny hiszpańsko-amerykańskiej brał udział w walkach na Kubie.
W 1923 został generałem brygady. W latach rządów generała Miguela Primo de Rivery był więziony za krytykę poczynań władz.
Po wyborach z 1936 był jednym z oficerów opracowujących plan zbrojnego powstania przeciw rządom Frontu Ludowego. Po wybuchu wojny 18 lipca 1936, z zaledwie 200 żołnierzami (w późniejszym wystąpieniu radiowym wspominając nawet jedynie o 15 żołnierzach), opanował Sewillę, a następnie objął dowództwo nad nowo sformowaną, narodową Armią Południa. Na jej czele zaatakował 17 stycznia 1937 roku Malagę, a następnie Marbellę, gdzie podlegające mu oddziału dokonały pacyfikacji miasta. Na skutek kłótni z generałem Franco zdał dowodzenie Armią Południa i został gubernatorem okręgu Andaluzji, gdzie w szybkim tempie podźwignął ze zniszczeń miejscowe rolnictwo i przemysł (np. odbudowana huta w Andujar). Po wojnie został awansowany do stopnia generała-porucznika i objął kierownictwo nad Okręgiem Wojskowym w Sewilli. Podobnie jak generał Juan Yagüe, do końca życia pozostał krytyczny zarówno do rządów Franco, jak i hiszpańskiej rodziny królewskiej. Jest jedną z osób odpowiedzialnych za zamordowanie 19 sierpnia 1936 roku w okolicy Alfacar poety Federico Garcii Lorci.

## Konflikt z Franco
Gonzalo Quiepo de Llano nie żywił sympatii do generała Franco, i to z wzajemnością. W 1928 roku przyszły caudillo wybrał niejakiego Miguela Campinsa Aurę na swojego zastępcę w Głównej Wojskowej Akademii w Saragossie. Mimo że w trakcie puczu Campins pozostał wierny Republice, wciąż łączyły go przyjazne więzy z Franco. Próbę przejścia na stronę puczystów podjął na jego nieszczęście za późno, przez co został zatrzymany i przewieziony do Sewilli, gdzie Quiepo de Llano postawił go przed Trybunałem Wojennym, który skazał go na karę śmierci. Franco wysyłał list za listem błagając o ułaskawienie przyjaciela, jednak Gonzalo pozostał niewzruszony. W przededniu egzekucji otrzymał do rąk własnych list który przyniósł mu Franco Salgado-Araujo, kuzyn Francisco będący jego adiutantem. Quiepo skwitował to cynicznie:
Nie mam ochoty otwierać żadnej kolejnej korespondencji od tego waszego generała, który znowu powraca do tego samego nudnego tematu. Aha, i przekażcie mu, że jutro, w niedzielę, więzień zostanie rozstrzelany.
Jak zapewnił, tak zrobił. Jeszcze w dniu egzekucji otrzymał telegram od żony skazańca, gdzie zaniepokojona błaga o wieści w sprawie męża. Otrzymała odpowiedź dopiero po 10 dniach, gdzie wręcz bagatelizującym sytuację tonem Quiepo informuje ją o śmierci jej męża:
Proszę przekazać doñi Dolores Rodzie de Campins, że jej małżonek, generał Campins, zakończył żywot szesnastego danego miesiąca.
Rozżalona żona straceńca przejmująco korespondowała z Franco na temat straty. Użalała się nad faktem, że Franco mimo swoich największych starań został zignorowany przez co śmierć poniósł niewinny człowiek. 
Francisco odwdzięczył się oprawcy Campinsa praktycznie tym samym gdy wkrótce odmówił łaski generałowi Domingo Batecie, o którą Quiepo mocno prosił wraz z generałem Canabellasem. 
Wraz ze wzrostem wpływów Franco, Quiepo de Llano traci swoją władzę. Gonzalo resztę wojny spędza jako komendant koszar w Sewilli oraz lektor w propagandowym radiu frankistów, gdzie i tak wkrótce traci swój program dzięki działaniom generalissimusa, którego pogardliwie nazywa „dupiastym świstakiem”. Po wojnie został wysłany przez caudillo do Włoch, by pełnić tam rolę przedstawiciela wojskowego.